# Schlesinger Miksa
Schlesinger Miksa (Kismarton, 1822 – London, 1881. február), Max Schlesinger: orvosdoktor, hírlapíró és szerkesztő.

## Életútja
Zsidó szülők gyermeke. Tanult Prágában és Bécsben, végül orvos lett. Az 1848-iki mozgalmak a politikai pályára terelték és egy ideig szerkesztő volt Bécsben. 1848. novemberben a haditörvényszék elé került; szabadon bocsátották, majd Berlinbe költözött, azonban már 1849-ben Londonba ment, ahol még azon évben alapította az Englische Correspondenz c. kőnyomatos lapot és ott állandóan letelepedett. 1867-ben Bécsben előadták egy egyfelvonásos humoreszkjét: Ein Ausgleich mit Ungarn címmel. Egyik jelentékeny munkája olaszul jelent meg Storia della guerra in Ungerhia címmel Torinóban.

## Munkái
- Politisches ABC fürs Volk. Ein unentbehrlicher Führer im constitutionellen Staat. Wien, 1848. (Seegen Józseffel együtt)
- Ein unentberlicher Führer im constitutionellen Staat. 1848
- Aus Ungarn. Berlin, 1850. (2. kiadás Uo. 1850.)
- Max Schlesinger: The war in Hungary, 1848-49, 1-2.; angolra ford. John Edward Taylor, szerk., jegyz., bev. Pulszky Ferenc; Bentley, London, 1850
- Wanderungen durch London. Uo. 1852-53. Két kötet.